# Rózsáslemezű tejelőgomba
A rózsáslemezű tejelőgomba (Lactarius controversus) a galambgombafélék családjába tartozó, Európában és Észak-Amerikában elterjedt, nyárfák és füzek alatt élő, nem ehető gombafaj. 

## Megjelenése
A rózsáslemezű tejelőgomba kalapja 5-20 (30) cm széles, alakja fiatalon domború, majd ellaposodik, középen bemélyed, végül tölcséressé válik. Széle sokáig begöngyölt, később aláhajló. Színe fehéres, krémszínű, sokszor rózsásan foltos. Felszíne nedvesen kissé ragadós, széle felé némileg pelyhes-nemezes, esetleg gyengén zónázott.
Húsa kemény, vastag, pattanva törik. Színe fehér, vágásra, sérülésre fehér tejnedvet ereszt. Szaga nincs, íze égetően csípős. 
Sűrűn álló, vékony lemezei kissé lefutók. Színük eleinte fehéres, idősebben húsrózsás.
Tönkje 2-5 cm magas és 1-4 cm vastag. Alakja hengeres, lefelé keskenyedő. Színe fehér, gyakran rózsásan foltos.
Spórapora krémszínű, néha rózsaszínes árnyalattal. Spórája széles elliptikus vagy ovális, felszínén max. 0,5 µm magas félig hálózatos mintázottsággal; mérete 6-7,5-(8) x 4,5-5,5 µm.  

### Hasonló fajok
Hasonlíthat rá a nem ehető pelyhes keserűgomba, a csak sütve fogyasztható fehértejű keserűgomba és az ehető földtoló galambgomba.

## Elterjedése és termőhelye
Európában és Észak-Amerikában honos. Magyarországon gyakori.
Nyár- és fűzfák alatt található, homoki nyárasokban is gyakori, egyesével, kisebb csoportokban, esetenként tömegesen is. Júliustól októberig terem. 

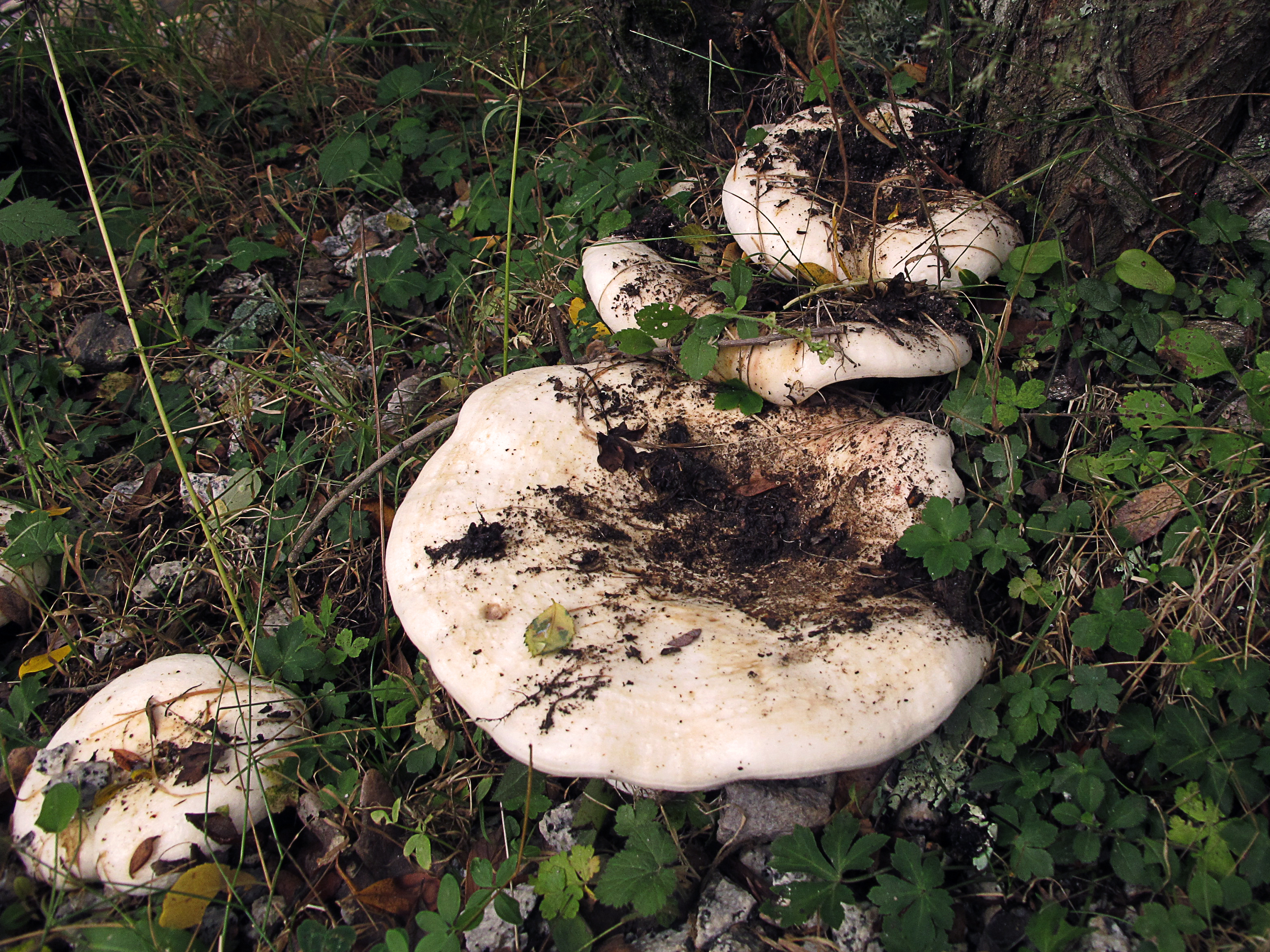
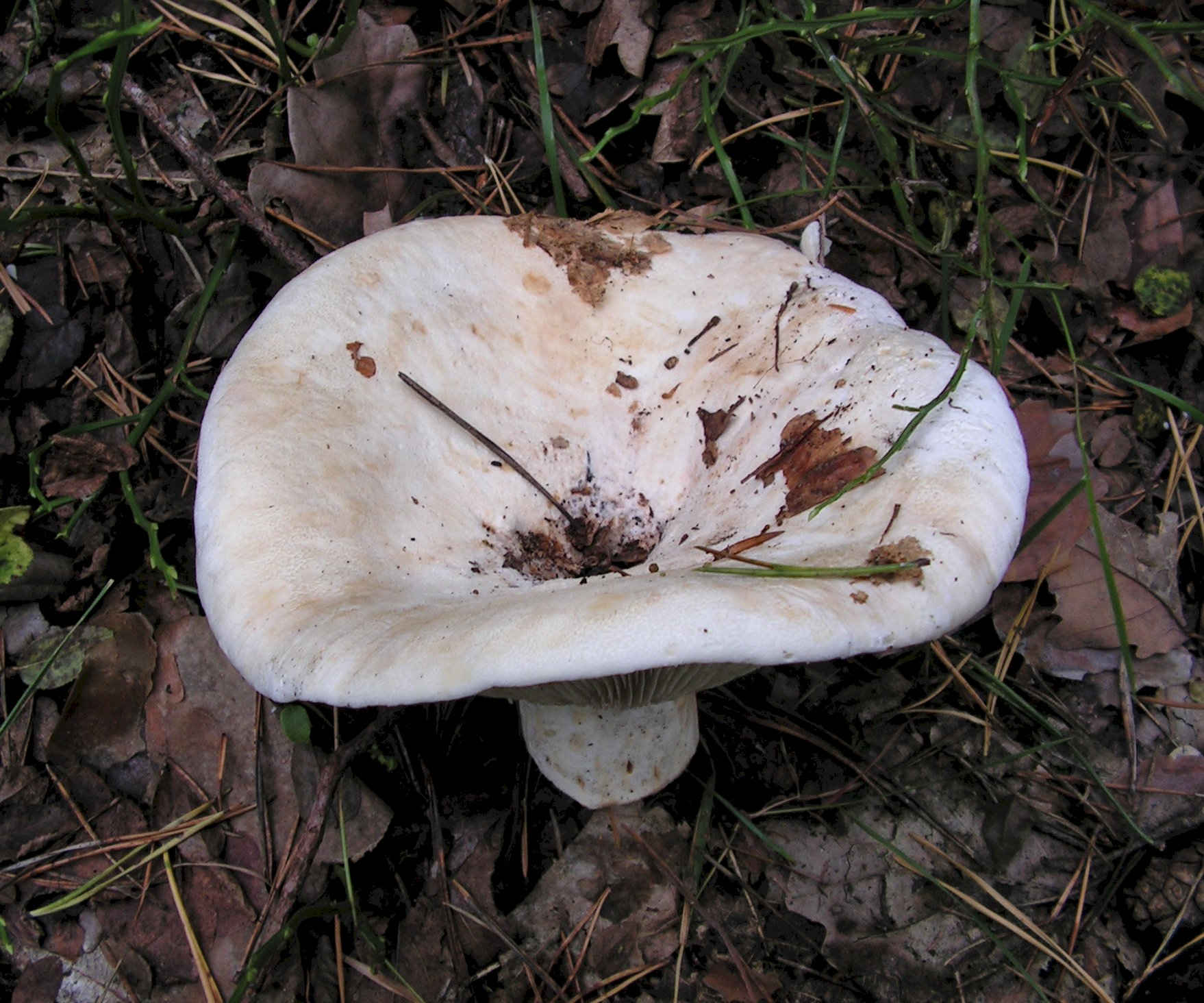
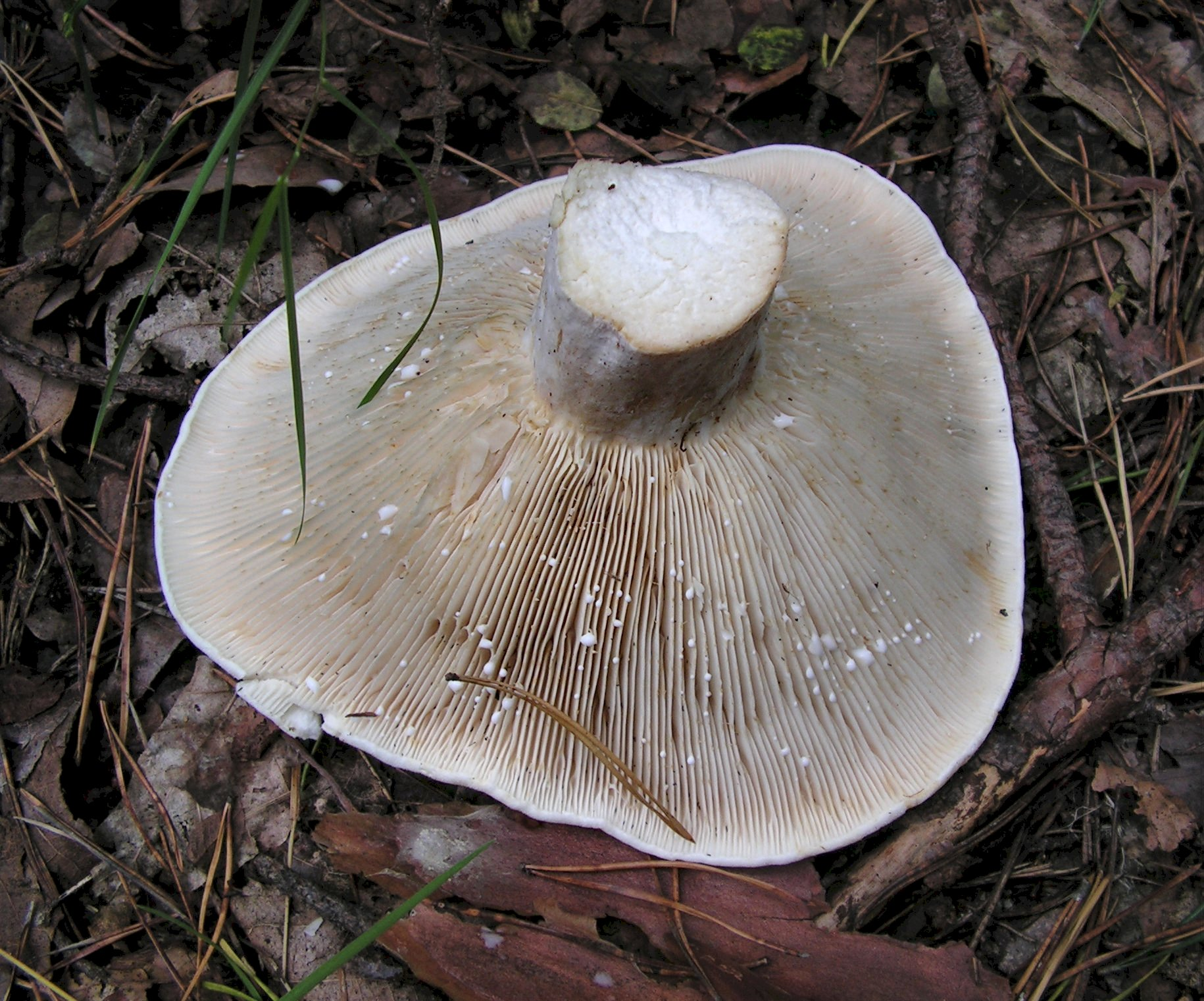
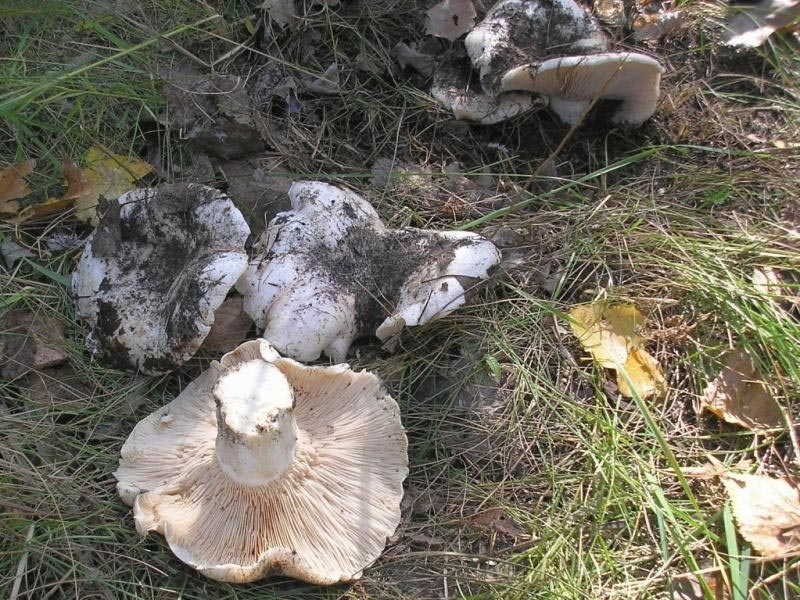
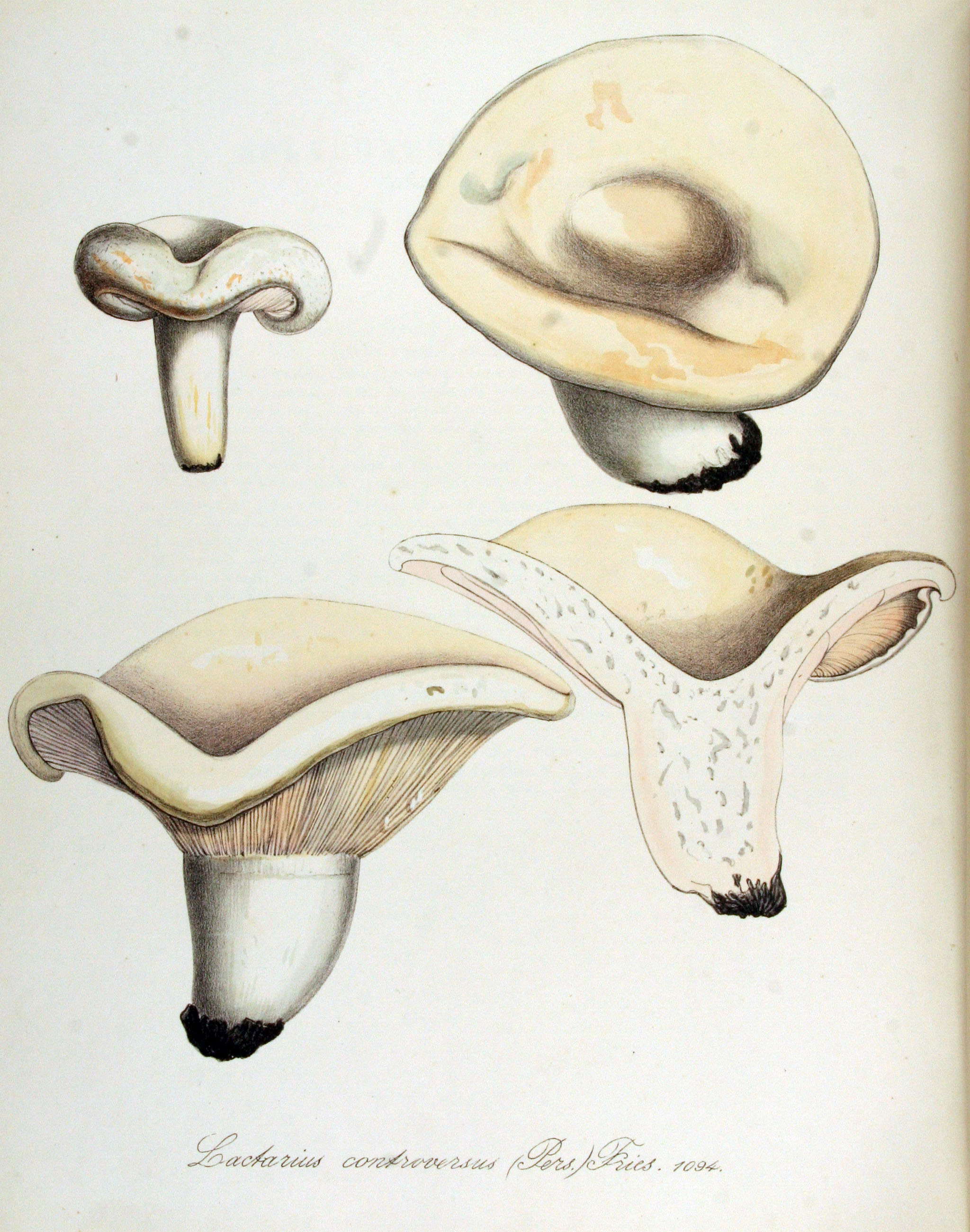

Nem ehető. 